# 86º Campeonato Brasileiro Absoluto de Xadrez
O 86º Campeonato Brasileiro Absoluto de Xadrez foi uma competição de xadrez organizada pela CBX referente ao ano de 2019. A fase final foi disputada na cidade de Natal (RN) entre os dias 10 e 19 de janeiro de 2020. O campeão foi o GM Alexandr Fier.